# Gelen Jeleton
Gelen Jeleton, nombre artístico de María Ángeles Alcántara Sánchez (Murcia, 1985), es una artista e investigadora española.
Realizadora del Archivo Feminista “Archivo DIY: Hazlo tú misma. Música y dibujo en inicitativas autogestionadas y sus ediciones” que a su vez fue el punto medular de su tesis de doctorado, la cual lleva por título: “Una archiva del DIY (do it yourself): autoedición y autogestión en una fanzinoteca feminista-queer”.

## Formación académica
Es doctora en Bellas Artes por la universidad de Murcia, España. Estudió Bellas Artes en la Universidad de Castilla-La Mancha en Cuenca, España y realizó sus estudios de maestría en la Facultad de Bellas Artes de la Universitat de Barcelona, España. En 2015 realizó una estancia académica en el Programa de Estudios de Género en la Universidad Nacional Autónoma de México, como parte de su investigación doctoral sobre ediciones de iniciativas autogestionadas cuya práctica se relaciona con la música y el dibujo.
Desde 1999, integra Jeleton junto con Jesús Arpal Moya; un grupo colaborativo que inició su trabajo en Barcelona.
Es integrante del proyecto Mujeres en Espiral que coordina Marisa Belausteguigoitia y durante 2014 y 2015 diseñó y cocoordinó la realización de los Fanzines Leelatu 1 y Leelatu 2, realizados al interior del CEFERESO Santa Martha Acatitla con las internas asistentes a los talleres de Arte y Género de Mujeres en Espiral.
Ha sido invitada a diversos foros artísticos y académicos a presentar su trabajo, entre ellos, a los programas de radio enREDadas-mex y República Engendro, así como los seminarios de Cultura Visual y Género coordinados por Rían Lozano y Nina Höechtl en la Universidad Nacional Autónoma de México.
En 2015 realizó la exposición de su Archiva de Fanzines feministas en el Museo Universitario del Chopo, Ciudad de México. En el marco de la misma, realizó diversos talleres y conferencias.

## Trayectoria
En 2018 impartió un taller de collage histórico en el CENDEAC con el que perseguía contar «otra historia, la que no ha sido contada o registrada, que no es que no haya sido, sino que no se ha transmitido por los ejes de comunicación masivos, la que no ha sido archivada.»
Junto a Jesús Artal expuso en 2019 en el 
Centro párraga el problema de las flores.